# Chimanimani (Distrikt)
Chimanimani ist ein Distrikt in der Provinz Manicaland in Simbabwe. Er hat eine Fläche von 3345 km² und eine Bevölkerung von 153.619 Einwohnern (2022).

## Geografie
Im Süden grenzt er an den Distrikt Chipinge, im Westen an den Distrikt Buhera und im Norden an den Distrikt Mutare. Die östliche Grenze bildet mit dem Chimanimani-Nationalpark die Grenze Simbabwes zu der Provinz Manica in Mosambik. Dabei bildet der Fluss Odzi die Westgrenze. Der Distrikt ist in 23 Wards aufgeteilt.

## Wirtschaft
Die Bevölkerungsdichte betrug 1992 etwa 32 Einwohner/km². Von den etwa 110.000 Menschen lebten 70 % von der Landwirtschaft, dem wichtigsten Wirtschaftszweig der Region. Daneben gewinnt der Tourismus eine immer größere Bedeutung. Etwa 48 % der landwirtschaftlichen Fläche wurden bis zum Beginn der durch die Regierung Mugabes geschürten Unruhen und gewaltsamen Enteignungen durch Großfarmen bewirtschaftet. Die restliche Landwirtschaft besteht aus Subsistenzwirtschaft. Durch Übergriffe von Polizei und Militär gegen die mehrheitlich den MDC unterstützende Bevölkerung sowie der Zerstörung der wirtschaftlichen Grundlagen stieg nach 2000 die Arbeitslosigkeit und Armut stark an.
Mittlerweile (2021), zählt Chimanimani zu den eher ärmeren Distrikten in Simbabwe. Etwa 50 % der Haushalte haben weniger als 45,60 US$/Monat und Person zur Verfügung und gelten als arm.
Hauptattraktionen des Tourismus sind der Chimanimani-Nationalpark, der Haroni Botanische Garten, Hot Springs, der Bridal-Veil-Wasserfall sowie das Chimanimani Art Festival.

## Infrastruktur
Neben unklaren Grundbesitzverhältnissen und einer hohen Kriminalität wird der wirtschaftliche Wiederaufbau durch die schlechte Infrastruktur zusätzlich erschwert. Die überwiegend unbefestigten Straßen sind bei Regen häufig unbefahrbar und es existiert nur ein schlechtes Transportwesen. Die Versorgung mit Strom, Wasser und Kommunikationsdiensten ist mangelhaft.  Im Grenzgebiet zu Mosambik gibt es vereinzelt weiterhin Probleme mit Landminen.

## Zyklon Idai
Im März 2019 erreichte der Zyklon Idai die afrikanische Ostküste und verwüstete weite Landstriche. Im Osten Simbabwes wurden bis zum 10. April 340 Tote gemeldet. Betroffen waren vor allem in der Region um die Stadt Chimanimani sowie um Chipinge.